# Gjekë Marinaj
Gjekë Marinaj (Malësi e Madhe, 26 maggio 1965) è uno scrittore, poeta e critico letterario albanese.
Fondatore della Teoria del Protonismo, attualmente vive negli Stati Uniti d'America, dove è stato il primo presidente della Società degli Scrittori albanesi-americani, istituita nel 2001 e ha pubblicato diversi libri di poesia, prosa, e la critica letteraria. Nel 2008, a Marinaj è stato assegnato il premio per la letteratura Pjetër Arbnori da parte del QNK, il Ministero del Turismo, Cultura, Gioventù e dello Sport dell'Albania.

## Biografia

### Le origini e gli inizi
Nato nel 1965 nel Distretto di Malësi e Madhe nel nord dell'Albania, Marinaj inizia la sua carriera di scrittore in un editoriale come corrispondente in un certo numero di mezzi di informazione albanesi, prima nei giornali locali di Scutari, poi in una serie di pubblicazioni nazionali che comprendono Zëri i Rinisë (La voce dei giovani), Luftëtari (Il lottatore), Vullnetari (Il volontario), e Drita (La Luce). Nel mese di agosto del 1990, Marinaj pubblica un poema satirico anti-comunista dal titolo Cavalli (albanese originale: Kuajt) e consapevole del suo imminente arresto da parte del regime comunista, il 12 settembre del 1990, Marinaj sfugge alle autorità attraversando illegalmente il confine albanese-jugoslavo e fuggendo prima in Jugoslavia e in seguito negli Stati Uniti Arriva a San Diego nel luglio 1991, trasferendosi in seguito a Richardson, Texas. Nel 2001, Marinaj fonda l'Associazione degli scrittori albanesi-americani e ne rimane presidente fino al 2009.

### La permanenza in Serbia
La mattina del 12 settembre 1990, arriva a Podgorica, Montenegro. Due settimane più tardi, viene trasferito in Serbia dove trascorre diversi mesi a Padinska Skela, un campo profughi nei pressi di Belgrado. In seguito viene trasferito a Hotel Avala, una località turistica di montagna che trasformata in un campo di rifugiati dalle Nazioni Unite. Si assicura un lavoro installando linee telefoniche, e trascorre il suo tempo libero a studiare il serbo.

### Interviste dell'autore
Durante la sua nuova vita in America, Marinaj continua a lavorare come giornalista freelance per i media albanesi, il suo lavoro ha incluso le interviste al presidente George H. W. Bush, il nono e attuale Presidente dello Stato d'Israele, Shimon Peres, e il calciatore di fama mondiale, Pelé.

### Cavalli
Marinaj pubblica la sua poesia intitolata Cavalli sul giornale di cronaca albanese, Drita; il poema a prima vista si legge come un semplice poesia su animali da fattoria, ma era in realtà una critica satirica sociale e politico satirico sul popolo albanese, ammassato e rinchiuso da un regime comunista oppressivo. la poesia appare su Drita il 19 agosto del 1990, e la risposta è immediata e travolgente, poiché l'audacia nel pubblicare un tale poema chiaramente sovversivo in una pubblicazione nazionale lascia increduli gli albanesi (e subito dopo la comunità internazionale). "In poche ore, le copie di Drita terminarono in tutto il paese, così la gente iniziò a scarabocchiare la poesia su pezzi di carta e passarla di mano in mano nelle metropolitane e nelle strade e, nei mesi successivi, venne scandita dagli oppositori attraverso i megafoni durante le manifestazioni anti-governative. Da questo punto di vista, "le parole di Marinaj ispirarono la libertà, e aiutarono la sconfitta del comunismo in Albania". Tuttavia, "dopo aver visto altri poeti impiccati nel centro della città per aver espresso concetti simili di libertà e autonomia, Marinaj sa di dover lasciare immediatamente il paese; impacchettando alcuni dei suoi libri preferiti, annuncia ad amici e familiari la sua partenza per una vacanza, e si mette in viaggio per una escursione di otto ore attraverso le montagne fino in Jugoslavia".

### Educazione in America
Dopo la sua formazione in Albania, Marinaj ottiene una laurea di associato in scienza nel Brookhaven College, nel 2001. Continua la sua formazione presso l'Università del Texas a Dallas, dove si laurea con lode nel 2006 con una laurea in studi letterari, e un master universitario sullo stesso soggetto nel 2008. Tre anni più tardi, riceve un certificato per studi sull'Olocausto dal Centro Ackerman per Studi sull'Olocausto.

### Dottorato in Filosofia
L'Università del Texas di Dallas conferisce a Marinaj un dottorato (PhD) nel 2012. Las sua ricerca, che si sviluppa sulla storia e la filosofia della poesia orale dei Balcani e sulla Teoria della Traduzione, è intitolata Poesia Orale in Albania e Altre Culture Balcaniche: Traducendo i Labirinti dell'Intraducibilità.

### Teoria del Protonismo
Secondo il Dallas Morning News, la Teoria del Protonismo di Marinaj mira a "promuovere la pace e il pensiero positivo", attraverso la critica letteraria. La Teoria del Protonismo afferma che ci sono punti di forza e di debolezza di ogni pezzo letterario, ma sostiene che gli interessi e pregiudizi personali di un critico influenzano l'attenzione che questi punti ricevono. Marinaj fonda la Teoria del Protonismo nel 2005 come risposta al diluvio di critiche eccessivamente negative nel mondo accademico dell'Europa orientale dopo il crollo del comunismo e, come risposta, ha sviluppato il Protonismo per fornire un terreno comune da cui i critici potrebbero valutare un'opera letteraria più obiettivamente. Il Protonismo lavora su cinque principi fondamentali: la verità, l'indagine, la restituzione, la protonismiotica, e l'etica

### Occupazione attuale
Marinaj insegna inglese e Comunicazioni, oltre ad altri corsi, al Richland College dal 2001.

## Opere

### Pubblicazioni
Marinaj pubblica diversi libri di poesia, di giornalismo e critica letteraria. I suoi tre libri di poesia comprendono Mos më ik larg ("Non allontanatevi da me"), Infinito ("Infinito"), e Lutje në ditën e Tête de fr es të ("Preghiera all'ottavo giorno della settimana"). Inoltre, egli ha pubblicato un libro di interviste intitolato Ana Tjeter e pasqyrës ("L'altro lato dello specchio"), un libro di articoli e saggi selezionati intitolato Ca gjëra nuk mund të mbeten sekret ("Alcune cose non possono essere tenute segrete"), e un libro di critica letteraria dal titolo Protonizmi: nga teoria në praktikë ("Protonismo: dalla teoria alla pratica").

### Traduzioni
Marinaj, che ha servito come editore speciale nella Translator Review, [20] ha tradotto diversi libri dall'inglese all'albanese, e due da albanese a inglese, tra i quali una collezione di poesia epica orale albanese (con Frederick Turner) ed ha pubblicato più di una dozzina di libri in entrambe le lingue.

## Riconoscimenti
Marinaj ha ricevuto il Premio Arbnori Pjetër per la letteratura nel 2008 dal QNK, il Ministero della Cultura albanese.